# Betsy Snite
Betsy Snite, née le 20 décembre 1938 à Grand Rapids et morte le 15 juin 1984 à Burlington, est une skieuse alpine américaine originaire de Stowe (Vermont).

## Palmarès

### Jeux olympiques d'hiver
| Épreuve / Édition         | Descente | Slalom géant | Slalom |
| JO 1956 Cortina d'Ampezzo | —        | Disqualifiée | —      |
| JO 1960 Squaw Valley      | Abandon  | 4e           | Argent |

### Championnats du monde
| Épreuve / Édition         | Descente | Slalom géant | Slalom | Combiné |
| JO 1956 Cortina d'Ampezzo | —        | Disqualifiée | —      | —       |
| Mondiaux 1958 Bad Gastein | —        | —            | 25e    | —       |
| JO 1960 Squaw Valley      | Abandon  | 4e           | Argent | Abandon |

### Arlberg-Kandahar
- Vainqueur du slalom 1959 à Garmisch